# Pogrom

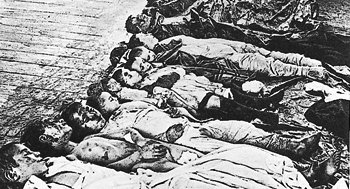
Slachtoffers, vooral joodse kinderen, van een pogrom in Jekaterinoslav in 1905

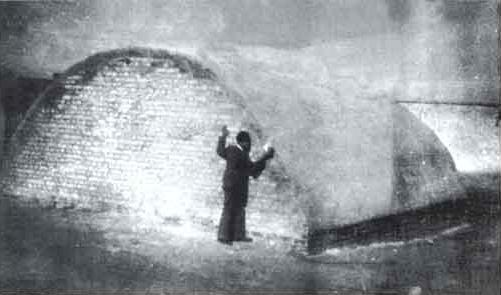
Massagraf voor de slachtoffers van de Farhud, een Iraakse pogrom in 1942

Het woord pogrom (Russisch: погром; pogróm van громить: vernietigen, verwoesten) wordt gebruikt voor gewelddadige aanvallen op bepaalde groepen; etnisch, religieus of andere soorten, die vooral worden gekarakteriseerd door de vernietiging van hun omgeving (huizen, bedrijven, religieuze centra). Vaak gaan pogroms vergezeld met fysiek geweld tegen en zelfs moord op een bevolkingsgroep met de bedoeling om die groep te intimideren en zodoende te verdrijven of te dwingen zich te assimileren met de omgeving.
Het Russische woord "pogrom" duidde een georganiseerde, in tijd beperkte, aanval op de bevolking van een stad of dorp aan. Deze vonden met name plaats in Oekraïne tijdens de Russische Burgeroorlog. In Nederland is deze term sindsdien gewoonlijk gebruikt om er een razzia tegen Joden mee aan te duiden. Dergelijke aanvallen in de voorgaande tijden worden nu ook met deze term aangeduid. Het is geen synoniem voor elke vorm van achteruitstelling van de Joden. In de 20e eeuw zijn er tijdens en na de Tweede Wereldoorlog onder meer pogroms geweest in Rusland, Oekraïne, Polen, Marokko en in nazi-Duitsland.
Soms vond de overheid de pogroms een goede uitlaatklep voor het volk, omdat ze de aandacht van de slechte economische toestand afleidden. Een voorbeeld hiervan zijn de pogroms die in 1881-1884, 1893-1894 en 1904-1905 plaatsvonden in tsaristisch Rusland. Daarbij kwamen enkele duizenden Joden om het leven. De daardoor gewekte schrik bewoog enkele honderdduizenden Joden ertoe om naar de Verenigde Staten te emigreren. Veel bloediger nog waren evenwel de jodenvervolgingen die in de Russische Burgeroorlog in Zuid-Rusland en Oekraïne werden aangericht door de Witten: daarbij kwamen meer dan 100.000 Joden om het leven.
Voor van overheidswege georganiseerde moordpartijen zoals de Holocaust wordt het woord "pogrom" niet gebruikt.

## In de geschiedenis
- De eerste bekende pogrom wordt beschreven in het Bijbelboek Esther. Hierin staat dat tijdens de Babylonische ballingschap door koning Ahasveros een wet werd gemaakt dat op de dertiende dag van de maand adar de Joden zouden worden uitgeroeid. Voordat het zo ver was, werd het de Joden echter geoorloofd zich tegen hun aanvallers te verweren. Dit werd hierdoor een Joodse feestdag.[bron?]
- 1033: In het islamitische Fez in Marokko vond in 1033 een pogrom plaats met duizenden Joodse doden. In 1276[6] werden in dezelfde stad opnieuw Joden vermoord.
- 1066: De eerste grote pogrom op Europese bodem was in 1066 in Granada in Andalusië. Moslims moordden toen het grootste deel van de Joodse gemeenschap uit met enkele duizenden doden als gevolg. De Joodse vizier Joseph ibn Naghrela werd gekruisigd en de Joodse wijk verwoest. In 1011 was er in Córdoba al een kleinere islamitische pogrom geweest.
- 1096: Bij het begin van de Eerste Kruistocht, werden onder meer bloedbaden aangericht bij de Joodse gemeenten van Mainz en Worms.
- 1189-1190: Massamoorden op Engelse Joden voorafgaande aan de Derde Kruistocht.
- 1291: Pogroms in Bagdad en omstreken, waarbij zeker enkele honderden Joden gedood werden.
- 1298 : Zogenaamde Rintfleisch-Pogrom in Zuidwest-Duitsland, begonnen eind april, te Röttingen, na een vermeende hostie-schending; wellicht vier- à vijfduizend Joden komen uiteindelijk om, onder wie alle Joden uit Rothenburg ob der Tauber. De pogrom herhaalde zich in 1336 in dezelfde gebieden, op iets kleinere schaal, bij de zgn. Armledererhebung.

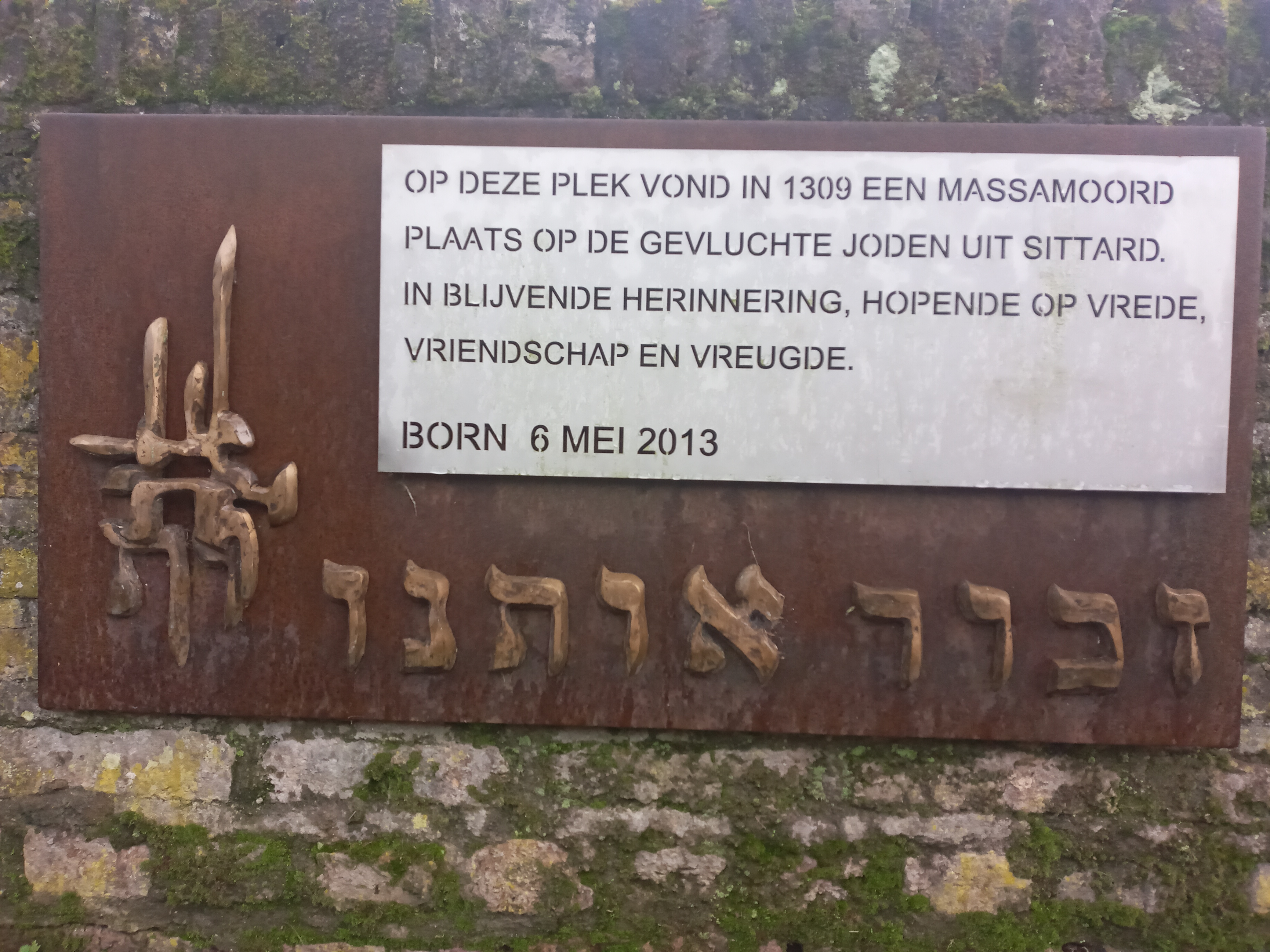
Bord bij Kasteel Born

- 1309: In het Zuid-Limburgse Born werden 110 Joodse vluchtelingen uit Sittard en Susteren vermoord in een pogrom. De Joden hadden hun toevlucht gezocht in het kasteel omdat ze daar veilig dachten te zijn. Dat bleek niet zo te zijn: de Joden werden vermoord en het kasteel in brand gestoken. Het was de eerste massamoord op Joden op het huidig Nederlands grondgebied.
- 1348-1349: Na de pestepidemie van 1346-48 kwam het ook in grote delen van Europa tot pogroms. In 1348 en 1349 werden onder meer de Joodse gemeenschappen van Brussel, Zutphen, Bazel en Frankfurt am Main vernietigd. Dit was de tijd dat veel West-Europese Joden naar Polen vluchtten, waar ze toen welkom waren. Dit is de oorsprong van de Joodse gemeenschappen in Polen en Oost-Europa. Hierna maakten deze gemeenschappen tijd lang een grote bloei door (zie ook Joods vestigingsgebied in het Russische Keizerrijk).
- 1465: Joodse gemeenschap van Fez bijna volledig uitgeroeid.[6]
- 1506: Paaspogrom van Lissabon, opgeroepen door twee Dominicaner monniken. In drie dagen zijn er tussen 2000 - 4000 Joden vermoord door een dol geworden menigte waarbij zich veel zeelieden van Hollandse, Zeeuwse en Franse afkomst aangesloten hebben.
- 1679: Pogrom met daarna de verdrijving van 10.000 Joden uit Sanaa (Jemen) naar de woestijn van Tihama. Slechts duizend kwamen levend terug.
- 1790: Pogrom van Tétouan, Marokko. Hierbij vielen zes tot acht doden bij de Joden.
- 1819: De "Hep-Hep-rellen" in Duitsland.
- 1821, 1859, 1871, 1881 en 1886: Pogroms in Odessa. De eerste pogroms gingen uit van etnische Grieken en waren tegen Joden gericht. Vanaf 1871 nam ook de Russische bevolking deel aan de pogroms.[7]
- 1834: Pogrom in Safed in Palestina waarbij naar schatting 500 Joden werden vermoord.
- 1881-1884: Pogroms in Rusland volgend op de moord op tsaar Alexander II. In meer dan tweehonderd plaatsen gericht tegen Joden, waaronder Kiev, Kropyvnytsky, Odessa en Warschau.
- 1888: Massamoorden op de Joden in Isfahan en Shiraz, Iran.
- 1903-1906: Golf van pogroms in Rusland, waarbij de Joden in 64 steden werden aangevallen. De bloedigste pogrom vond plaats in Odessa, waar tussen 400 en 2500 Joden om het leven kwamen.[7] Golda Meïr, de latere Israëlische premier, heeft in haar jeugd de pogrom in Odessa meegemaakt. Deze ervaring heeft haar voor de rest van haar leven getekend. De pogrom in Kisjinev werd ook internationaal bekend. In de musical Fiddler on the Roof komt zo'n pogrom voor.
- 1907: Pogrom van Casablanca in Marokko. Plundering en vernietiging van het Joodse getto. Hierbij vallen ongeveer 30 doden.
- 1910: Pogrom van Shiraz, Iran. Er kwamen twaalf Joden om het leven en er vielen 50 gewonden.
- 1912: Pogrom van Fez, Marokko met ongeveer 60 doden.
- 1919: Pogrom tijdens de Argentijnse Tragische Week, waar Joden en Catalanen lukraak werden aangevallen. De redenen zijn niet duidelijk en er zou kunnen worden gewezen op de invloed van het Spaanse nationalisme, dat de Catalanen in die tijd kwalificeerde als Semitische etniciteit.[8]
- 1919-1920: Pogroms in Oekraïne. Tijdens de burgeroorlog komen tussen 35.000 en 50.000 Joden om het leven bij diverse pogroms. Ze waren vooral het werk van het Russische Witte Leger, maar ook van de Bolsjewieken en de regering van de Oekraïense nationalistische leider Symon Petljoera.[9] Konstantin Paustovski beschrijft in het derde deel van zijn memoires deze pogroms en plunderingen. Petljoera werd in ballingschap in Parijs op 25 mei 1926 vermoord door Sholom Schwartzbard.
- 1929: Pogroms in Hebron[10] en Safed, Palestina, met respectievelijk 67 en achttien tot twintig doden.
- 1934: Door overheid bekrachtigde anti-Joodse pogroms in het Turks Oost-Thracië. Rond 15.000 Joden verdreven uit de regio.[11]
- 1938: De Reichskristallnacht was een dagendurende pogrom. Tijdens de Kristallnacht werden 92 Joden vermoord.
- 1941: Kaunaspogrom: 25-29 juni. Op 27 juni 1941 werden door Litouwse nationalisten vele tientallen Joden vermoord op een plaats genaamd Lietūkisgarage. De slachtoffers werd met een metalen staaf de schedel ingeslagen.
- 1941: De zogenaamde Farhud in Bagdad, Irak. Zeker 600 Joden werden vermoord en minstens 12.000 woningen werden geplunderd.
- 1946: Na de Tweede Wereldoorlog vond in 1946 in Kielce in Polen de laatste pogrom binnen Europa plaats. Hierbij verloren 41 Joden het leven.
- 1948: Na het uitroepen van de staat Israël in 1948 vonden in de Arabische wereld veel pogroms plaats. In Aden kwamen 80 Joden om het leven (Pogrom van Aden), in Caïro meer dan 70, in Marokko 44, in Syrië zeventig (pogrom van Aleppo) en in Libië een onbekend aantal. Dit leidde tot een golf van vluchtelingen uit de Arabische wereld naar Israël. De laatste pogrom in Marokko was die in 1954 in Sidi Kacem met twaalf doden.
- 1955: Pogrom van Istanboel tegen de Griekse minderheid, maar in mindere mate ook tegen Armeniërs en Joden gericht.

## Niet voorbehouden aan Joden
De term pogrom is ook na de Russische Revolutie bijna uitsluitend gebruikt om aanvallen tegen Joden daarmee te duiden. De term is echter toepasbaar op alle bevolkingsgroepen wanneer ze te maken krijgen met bloedig geweld en onlusten met een duidelijke etnische dimensie, ook wanneer het Joden betreft die andere groepen aanvallen.

## Voorbeelden van pogroms
Voorbeelden zijn onder meer de vervolging van Armeniërs in het Ottomaanse Rijk, de Pogrom van Istanboel gericht tegen de in die stad wonende Grieken in 1955, de etnische zuiveringen in de landen van het voormalige Joegoslavië, vervolgingen van moslims en sikhs in India, vervolgingen van Chinezen in Vietnam, Cambodja, Laos, Indonesië, Maleisië, Thailand en dergelijke en de vervolging van Tutsi's door Hutu's in Rwanda.
In de door Israël bezette Westelijke Jordaanoever, vinden regelmatig pogroms plaats, waarbij Joodse kolonisten uit de Israëlische nederzettingen en buitenposten/outposts Palestijnse dorpen en inwoners aanvallen.
Begin december 2008 noemde waarnemend premier Ehud Olmert van Israël het geweld door extremistische nationalistische Joodse kolonisten tegen de Palestijnse bevolking in Hebron op de Westelijke Jordaanoever een pogrom. Ehud Olmert: '"Er is geen andere definitie dan de term ‘pogrom’ om te beschrijven wat ik heb gezien."
Israëlische media noemen de aanval, op 26 februari 2023, van Joodse kolonisten op de Arabisch-Palestijnse bevolking van Huwara een pogrom. De Israëlische minister van Financiën, Bezalel Smotrich, zei op 1 maart 2023 dat Israël de Palestijnse stad Huwara op de Westelijke Jordaanoever moet "wegvagen".
Een volgende aanval in Huwara op 15 juni 2023 werd door het Israëlische leger een pogrom genoemd, maar dat deed vervolgens weinig om dat te stoppen.
Terwijl de wereld begin oktober 2023 was gefocust op de aanval van Hamas bij Gaza namen op de Westelijke Jordaanoever gewapende kolonisten de gelegenheid waar om met geweld Palestijnen te verdrijven. Over het hele gebied vond een golf van aanvallen en vernielingen plaats. Israëlische soldaten begeleidden en beschermden de aanvallers. Er werden 51 Palestijnen gedood en twee dorpen werden geheel ontvolkt.